# Columba albinucha
Белозатылочный голубь (лат. Columba albinucha) — вид птиц семейства голубиных.

## Распространение
Имеет разрозненный ареал: горы Камеруна и горные леса Альбертинского рифта. Естественная среда обитания - субтропические или тропические влажные низинные леса и субтропические или тропические влажные горные леса. 

## Статус
Хотя белозатылочный голубь описывается как обычный вид в некоторых частях Демократической Республики Конго, в целом это редкая птица с ограниченным ареалом. Основная угроза – сокращение лесов, хотя он может выжить во вторичных лесах и, по некоторым данным, на кофейных плантациях. Динамика численности популяции неизвестна. Международный союз охраны природы оценил ее природоохранный статус как «виды, близкие к уязвимому положению».